# 편경

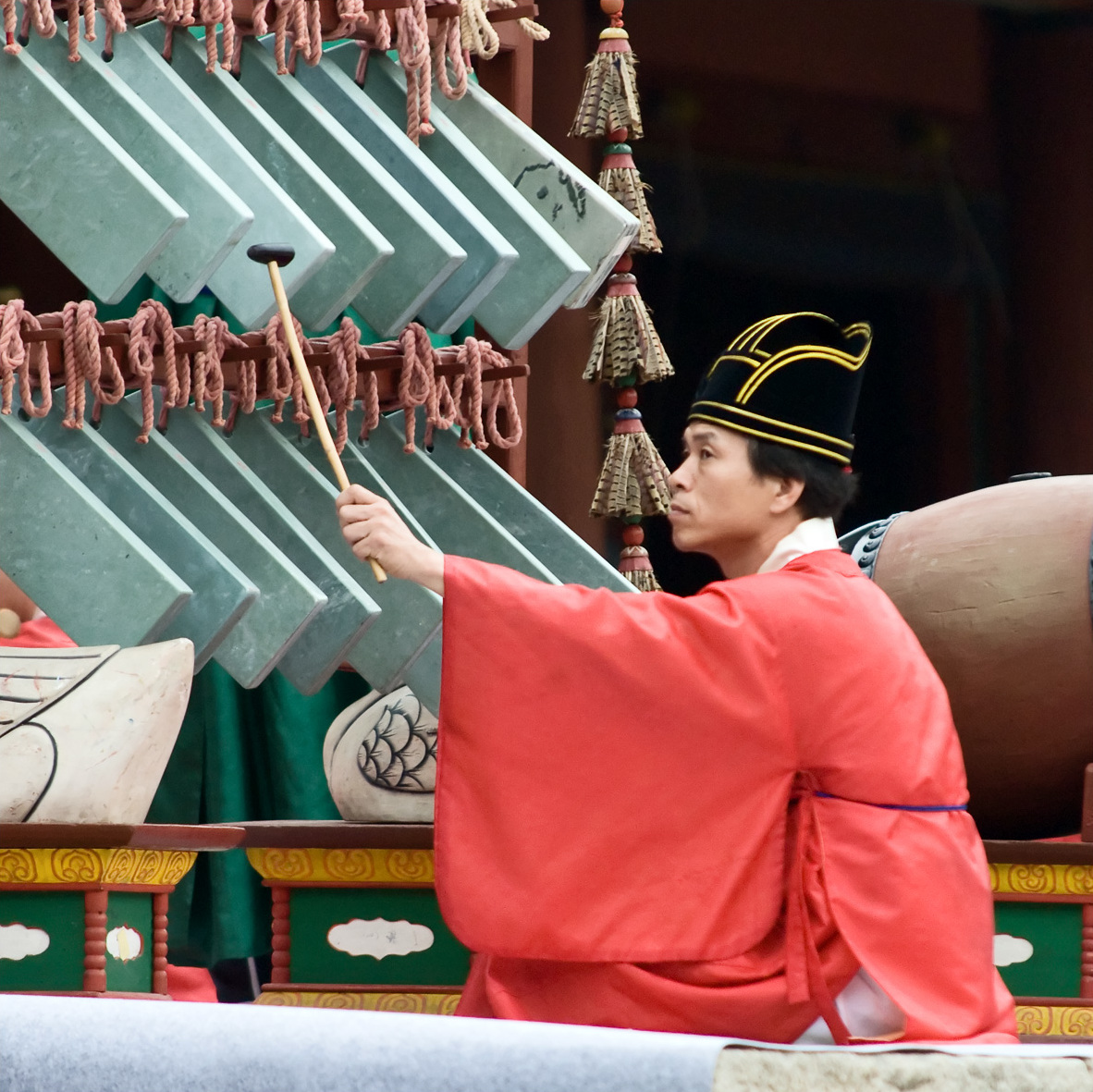
편경

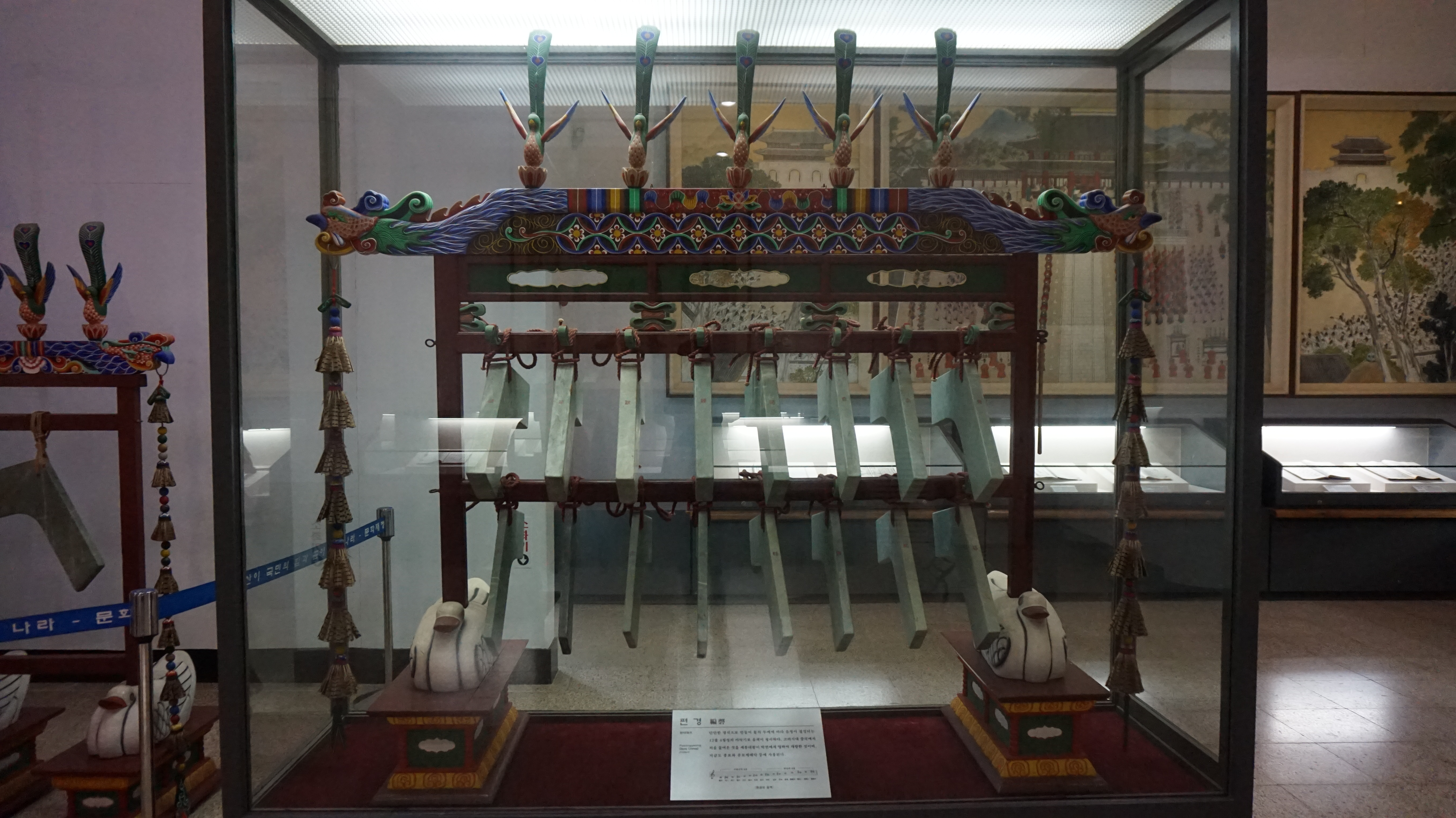
전시된 편경

편경(編磬)은 한국의 전통 악기이다. 주로 아악에 사용되었다. 2층의 걸이에 각각 8개의 'ㄱ'자 모양의 돌을 매달고 치면서 소리를 냈다. 맑은 소리가 나는 것이 특징이다. 
나무틀에 얇게 깎아 각각 다른 음을 내는 돌을 16개 매달아 채로 쳐서 높고 낮은 음을 낸다. 은나라 고도(古都)에서 경(磬)이 출토되었던 만큼 중국의 상고시대부터 있었던 악기이다. 우리나라에는 고려 예종 11년에 들어왔다는 기록이 있으며 조선 세종 때 박연이 명을 받아 제작하여 썼다. 문묘제례악·종묘제례악·연례악 등에 쓰인다. 나무틀은 편종과 같으며 다만 방대 위에 놓인 목사자 대신 백아를 쓰고, 유사 대신 적(翟)을 다룬 것이 다르다. 경돌(磬石)은 옥돌(玉石)을 쓰며 편종과 같이 위 아래 두 단(二段)으로 매달되 한 단에 8개씩 모두 16개를 음높이 순으로 매달아 놓았다. 경돌은 ㄱ자 모양으로 얇게 깎는데 두께에 따라 음높이가 다르며 얇을수록 낮은음이 난다. 조율은 편종과 같이 12율 4청성으로 되었고, 음넓이는 황종(다·c)에서 협종(올림라2·d2 Sharp)까지로 편종보다 1옥타브 높다. 경돌의 배열법 및 연주법은 편종과 같다.

## 역사
편경은 본래 중국 고대의 대표적인 악기로 한국에는 1116년(예종 11) 송나라의 대성아악(大晟雅樂)과 함께 들어왔다. 그러나 악기를 만드는 경석(磬石)이 희귀하여 중국에서 구하거나 흙으로 구운 도경(陶磬)을 대용하기도 하였다. 그러던 중 1425년(세종 7) 경기 남양(南陽)에서 질이 좋은 경석이 발견되어 이를 박연(朴堧)·맹사성(孟思誠) 등이 갈고 닦아 중국의 석경보다 좋은 편경을 만들어 내게 되었다.

## 특징
두 개의 방대(方臺) 위에 백아(白鵝: 흰기러기) 한 쌍을 앉히고 그 위에 나무틀[架子]을 세워 양편에 봉두(鳳頭)를 조각하였으며 틀 위에는 다섯 마리의 목공작(木孔雀)을 세워 장식하였다. 이 틀에 16개의 ㄱ자 모양의 석경을 8개씩 두 줄로 나누어 걸고 각퇴(角槌)로 쳐서 소리를 내는데 반드시 긴 쪽인 고(鼓)의 끝을 쳐야 한다. 음역은 12율 4청성(十二律四淸聲) 즉 황종(黃鐘: C)에서 청협종(淸夾鐘: F♯5)에 이르며 음색은 매우 청아하다. 편경은 습기와 건조, 추위와 더위에도 음색과 음정이 변하지 않아 모든 국악기 조율의 표준이 되고 있다. 《대전통편(大典通編)》에 종 ·경을 다룰 때 잘못하여 이를 파손한 자에게는 장(杖) 일백, 도형(徒刑) 3년의 벌을 규정하고 있는 것으로 보아 이 악기를 소중하게 다뤘음을 짐작할 수 있다. 《증보문헌비고》에 의한 악기 분류법 중 석부에 속한다.